# Evangeliario di Lindisfarne

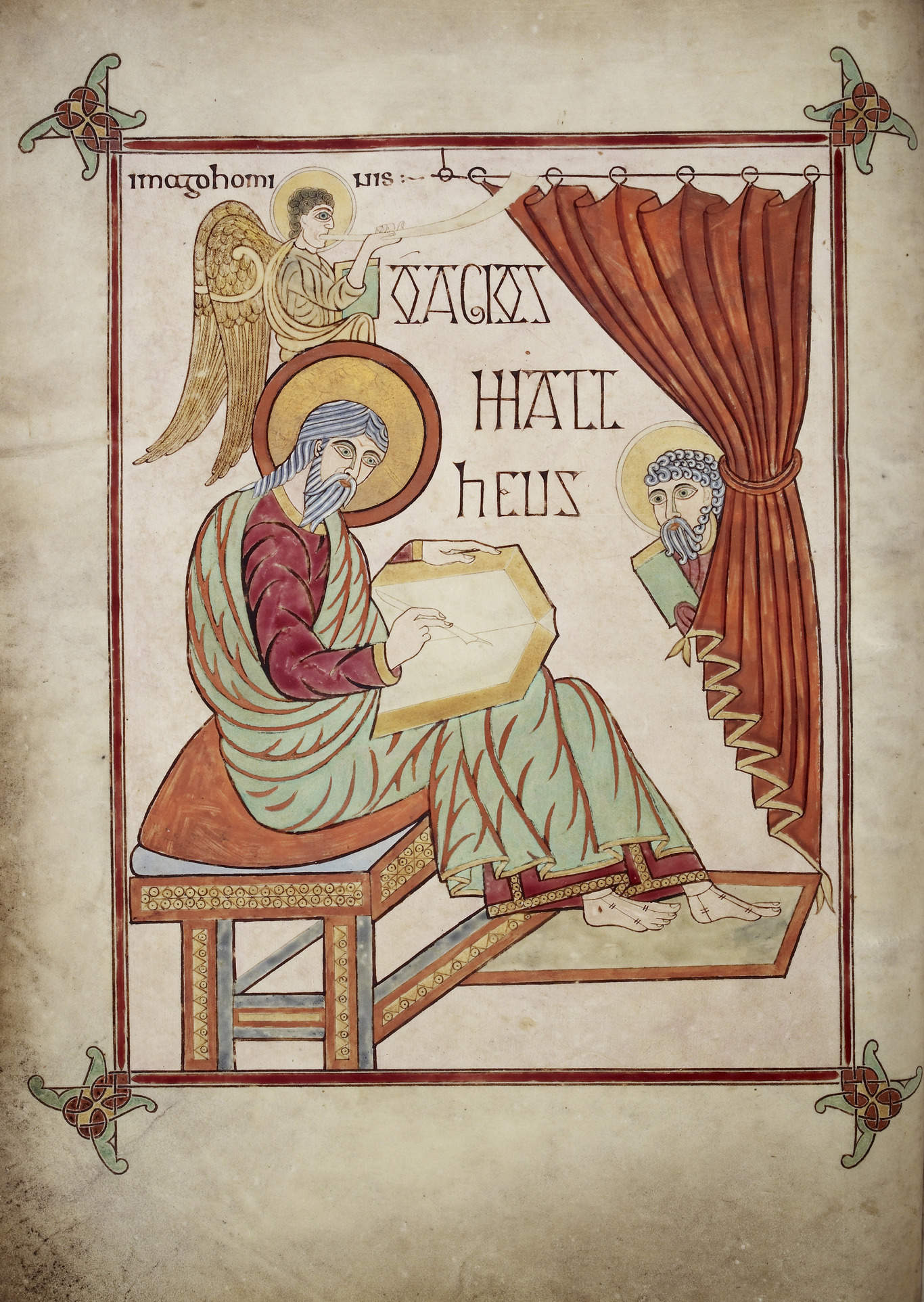
San Matteo, f. 25v

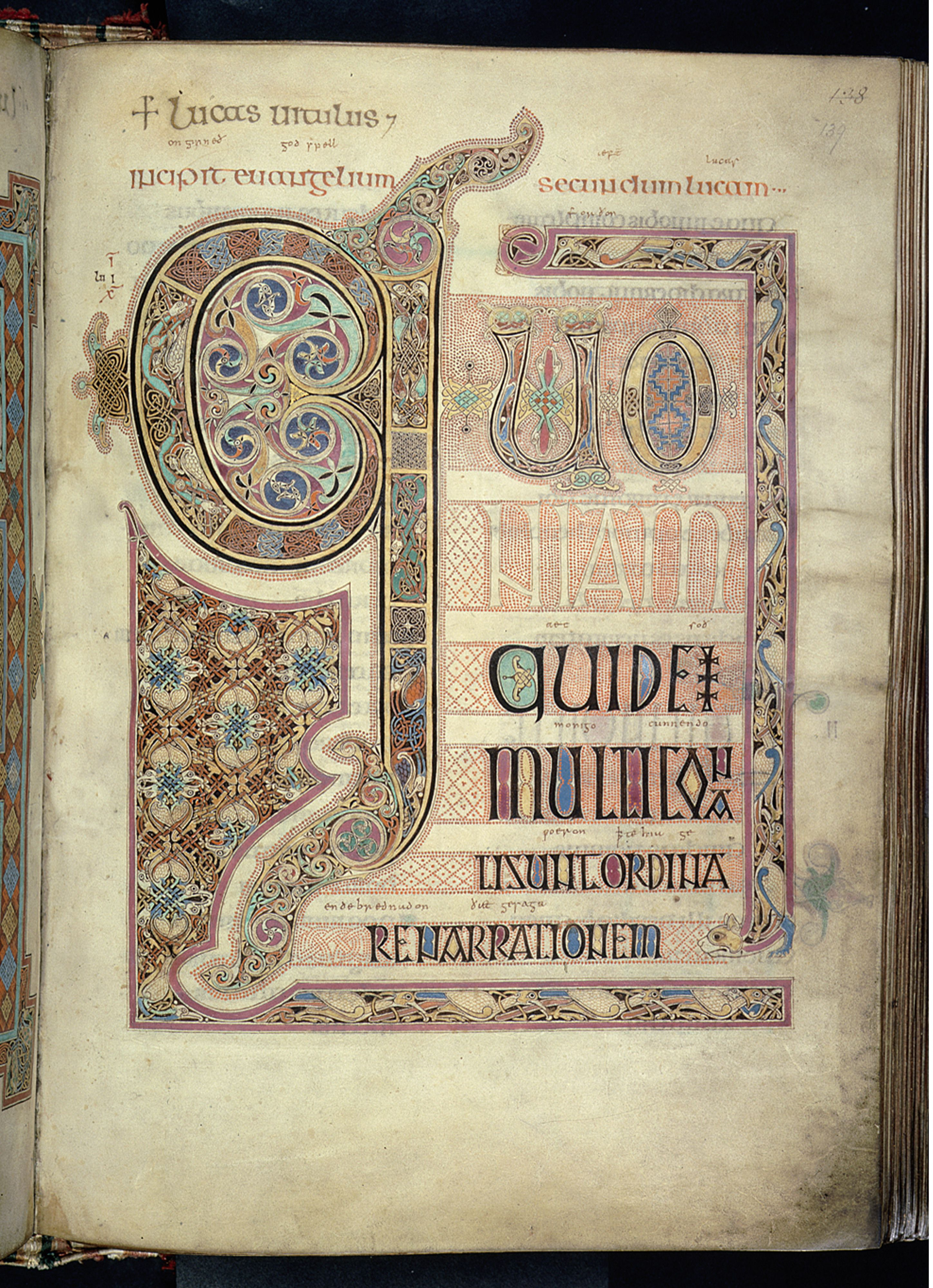
Incipit del Vangelo di Luca, f. 139r

L'Evangeliario di Lindisfarne è un manoscritto miniato nello stile dell'arte insulare e scritto in maiuscole irlandesi. Fu realizzato nel monastero di Lindisfarne, posto su un'isola davanti alle coste della Northumbria e a capo, secondo l'usanza della Chiesa celtica e anglosassone, anche di una diocesi. Il libro venne qui conservato fino all'875, poi spostato in seguito alle incursioni vichinghe, ora è conservato alla British Library di Londra (ms Cotton, Nero D. IV).
Aldred, prevosto della chiesa di Chester-le-Street, nel colophon dell'evangeliario, redatto intorno al 950-60, lo attribuisce a "Eadfrith, vescovo della chiesa di Lindisfarne", che l'avrebbe scritto "in onore di Dio e di san Cutberto unitamente a tutti i santi le cui reliquie giacciono in quest'isola." Si aggiunge inoltre che "Ethelwald, vescovo degli isolani di Lindisfarne, eseguì le impressioni sulla parte esterna e lo rilegò come meglio sapeva. Billfrith l'anacoreta forgiò gli ornamenti per la legatura, decorandoli con oro, gemme e puro argento dorato. E Aldred, indegno ed assai miserevole sacerdote, lo glossò in inglese fra le righe con l'aiuto di Dio e di san Cutberto".
Sicuramente Eadfrith di Lindisfarne fu sia lo scriba che il miniatore, realizzando la propria opera nel periodo in cui fu vescovo di Lindisfarne (698-721), ma più probabilmente nel secondo decennio dell'VIII secolo. Di Ethelwald, il primo rilegatore, sappiamo che fu successore di Eadfrith, dal 721 al 740.
La decorazione, con colori che comprendono tra l'altro tre tipi di blu, tre di giallo e due di rosso, presenta all'inizio di ciascun vangelo, un ritratto di evangelista seduto accompagnati da iscrizioni greche, deformate in caratteri latini, una pagina ornamentale cruciforme ed una pagina di testo decorata.
L'opera mostra influssi dall'arte romana tardoantica, con il tentativo di rendere il volume delle figure e di inserirle in un ambiente tridimensionale. La figura dell'evangelista Matteo non è più, come nei precedenti libri miniati, coperta da una massa di pieghe ma, per la prima volta, viene rivestita da un panneggio che avvolge il corpo seduto, il cui ritratto s'ispira a un modello risalente al Codex Grandior di Cassiodoro.
Occorre tener conto dell'influenza dello scriptorium dell'Abbazia di Monkwearmouth-Jarrow che già in precedenza si era rivolto all'arte tardo antica, che della sottomissione della chiesa inglese a quella romana operata dall'arcivescovo Teodoro di Tarso, che nel 669 fu a Lindisfarne per consacrarne la chiesa.